# Conecta Médico
A Conecta Médico S/A é uma startup brasileira fundada em 2018 por Carlos Pappini e Rodrigo Kikuchi, com foco em telemedicina e telessaúde. Inicialmente, a plataforma era voltada para clínicas médicas, mas expandiu suas operações em 2020, após a regulamentação da telemedicina pelo Conselho Federal de Medicina devido à pandemia de Covid-19. Desde então, a empresa realiza consultas médicas remotas e oferece suporte à saúde digital.
Em 2021, a empresa recebeu um aporte financeiro da Interplayers, que adquiriu 25% de participação, avaliando a empresa em R$ 8 milhões. Após o aporte, a empresa passou a oferecer consultas online integradas a farmácias e clínicas.

## Serviços
A Conecta Médico oferece diversos serviços na área de saúde digital, incluindo:
Telemedicina: A empresa realiza consultas remotas em especialidades como clínica geral, psicologia, nutrição e fonoaudiologia, com atendimentos disponíveis 24 horas por dia, sete dias por semana.
Início de Tratamento: A plataforma permite o início de tratamentos médicos através da prescrição digital e retirada de medicamentos em farmácias credenciadas, integrando médicos, pacientes e empresas farmacêuticas.
Consultas em farmácias: Em parceria com redes como Drogarias Venâncio e Pague Menos, oferece consultas médicas online através dos sites dessas farmácias, proporcionando maior acessibilidade aos pacientes.
Clínicas satélites: Oferece atendimento remoto especializado para cidades sem acesso a determinadas especialidades médicas, utilizando tecnologia de teleinterconsulta.

## Modelo de negócios
A Conecta Médico opera nos modelos:
- B2C (Business-to-Consumer): consultas médicas para pacientes individuais.
- B2B (Business-to-Business): gestão de saúde para operadoras de planos de saúde, redes de farmácias e empresas farmacêuticas.[2]

## Expansão e parcerias
A startup possui parcerias estratégicas com instituições como a Clinicarx e redes farmacêuticas para integrar consultas médicas em seus serviços digitais.